# Bird Averitt
William Rodney Averitt, detto Bird (Hopkinsville, 22 luglio 1952 – 12 dicembre 2020), è stato un cestista statunitense, professionista nella ABA e nella NBA.

## Carriera
Venne selezionato dai Portland Trail Blazers al quarto giro del Draft NBA 1973 (55ª scelta assoluta).

## Palmarès
- Campionato ABA: 1

Kentucky Colonels: 1975
- Ventitreesimo miglior giocatore per palle rubate di sempre ABA